# Menon Veículos
Menon Veículos war ein brasilianischer Hersteller von Automobilen.

## Unternehmensgeschichte
Das Unternehmen aus São Paulo begann Ende der 1960er Jahre mit der Produktion von Automobilen. Der Markenname lautete Menon. Anfang der 1990er Jahre endete die Produktion.

## Fahrzeuge
Zunächst standen ausschließlich VW-Buggies im Sortiment. Viele ähnelten Modellen von BRM, Cooper und Glaspac. Auf ein Fahrgestell von Volkswagen do Brasil mit Heckmotor wurde eine offene türlose Karosserie aus Fiberglas montiert. Ein luftgekühlter Vierzylinder-Boxermotor trieb die Hinterräder an.
Außerdem gab es auf gleicher Basis Baja Bugs sowie einfache Rohraufbauten für Autorennen.
1980 erschien der T als Prototyp. Er war inspiriert vom Triumph Spitfire. Ein um 28 cm gekürztes Fahrgestell vom VW Brasília, zweisitzige Fiberglaskarosserie, Überrollbügel hinter den Sitzen mit Strebe zum Rahmen der Windschutzscheibe und zwei herausnehmbare Dachhälften waren die Details. Die Serienversion von 1982 hatte ein ungekürztes Fahrgestell und die Wahl zwischen Cabriolet und Targadach. Von diesem Modell wurden nur wenige Fahrzeuge gefertigt.
In der zweiten Hälfte der 1980er Jahre entstanden auch Doppelkabinen für Pick-ups.
1986 folgte mit dem Bajanette ein Pick-up auf Basis des VW Käfer.